# Stefan-Banach-Preis
Der Stefan-Banach-Preis (polnisch nagroda im. Stefana Banacha) ist ein von der Polnischen Mathematischen Gesellschaft zu Ehren von Stefan Banach verliehener Mathematikpreis für polnische Mathematiker. Er wurde seit 1946, dem ersten Jahr nach dem Tode Stefan Banachs, jährlich mit gelegentlichen Unterbrechungen verliehen.
Im Jahre 2008 erfuhr dieser Preis (in Zusammenarbeit mit dem polnischen IT-Unternehmen Ericpol Telecom) mit dem Internationalen Stefan-Banach-Preis (englisch The International Stefan Banach Prize for a Doctoral Dissertation in the Mathematical Sciences) eine Ergänzung. Er zeichnet hervorragende mathematische Dissertationen in den Ländern Osteuropas aus und ist (Stand 2017) mit 25.000 PLN dotiert. Im Jahr 2021 wurde der Preis nach einem Wechsel der Sponsoren neu aufgelegt.

## Träger des Stefan-Banach-Preises
- 1946 Hugo Steinhaus und Wacław Sierpiński
- 1947 Mieczysław Biernacki
- 1948 Władysław Orlicz
- 1949 Stanisław Mazur
- 1950 Jan Mikusiński
- 1951 Adam Bielecki
- 1952 Andrzej Alexiewicz
- 1953 Stanisław Hartman
- 1954 Tadeusz Leżański
- 1955 Witold Wolibner
- 1956 Zofia Szmydt
- 1957 Andrzej Grzegorczyk
- 1958 Mieczysław Altman
- 1959 Józef Meder
- 1960 Krzysztof Maurin
- 1961 Czesław Bessaga und Aleksander Pełczyński
- 1962 Edward Sąsiada
- 1963 Bogdan Bojarski
- 1964 Zbigniew Ciesielski
- 1965 Jan Mycielski
- 1966 Włodzimierz Mlak
- 1967 Wiesław Żelazko
- 1968 Władysław Narkiewicz
- 1969 Danuta Przeworska-Rolewicz und Stefan Rolewicz
- 1970 Roman Duda
- 1971 Stanisław Kwapień
- 1972 Andrzej Pelczar
- 1973 Adam Henryk Toruńczyk
- 1974 Leszek Pacholski
- 1976 Tadeusz Figiel
- 1977 Lech Drewnowski
- 1979 Przemysław Wojtaszczyk
- 1982 Lech Maligranda
- 1983 Tomasz Byczkowski
- 1984 Marek Bożejko
- 1985 Wojciech Banaszczak
- 1986 Henryk Hudzik
- 1987 Jarosław Zemanek
- 1988 Adam Paszkiewicz
- 1990 Marek Lassak
- 1991 Paweł Domański
- 1992 Marek Nawrocki
- 1993 Ryszard Szwarc
- 1997 Mariusz Lemańczyk
- 2001 Mieczysław Mastyło
- 2002 Rafał Latała und Krzysztof Oleszkiewicz
- 2003 Jerzy Jezierski und Wacław Marzantowicz
- 2007 Grzegorz Świątek
- 2008 Lech Tadeusz Januszkiewicz
- 2009 Tomasz Downarowicz
- 2010 Adam Paszkiewicz
- 2011 Tomasz Komorowski
- 2012 Jacek Świątkowski
- 2013 Henryk Woźniakowski
- 2014 Krzysztof Frączek
- 2015 Jan Okniński
- 2016 Adrian Langer
- 2017 Krzysztof Bogdan
- 2018 Wojciech Kucharz und Maksym Radziwiłł
- 2019 Yuriy Tomilov
- 2020 Jerzy Weyman
- 2021 Damian Osajda
- 2022 Piotr Nowak
- 2023 Mariusz Mirek
- 2024 Mikołaj Frączyk und Adam Kanigowski

## Träger des Internationalen Stefan-Banach-Preises
Die folgenden Doktoren erhielten den internationalen Stefan-Banach-Preis:
- 2009 Tomasz Elsner
- 2010 Jakub Gismatullin
- 2011 Łukasz Pańkowski
- 2012 Andras Mathe
- 2013 Marcin Pilipczuk
- 2014 Dan Petersen
- 2015 Joonas Ilmavirta
- 2016 Adam Kanigowski
- 2017 Anna Szymusiak
- 2021 Michał Miśkiewicz
- 2022 Marcin Sroka
- 2024 Dalimil Peša